# Linariopsis chevalieri
Linariopsis chevalieri är en sesamväxtart som beskrevs av Jacques-felix. Linariopsis chevalieri ingår i släktet Linariopsis och familjen sesamväxter. Inga underarter finns listade i Catalogue of Life.